# Милтън Бърл
Милтън Бърл (на английски: Milton Berle) е американски актьор, комик. Той е телевизионен водещ в периода 1948 – 1955 и считан за първата голяма телевизионна звезда.
Широката публика го познава като „Чичо Милти“ или „Мистър Телевизия“. Променя името си от Милтън Бърлингър на Милтън Бърл, когато е на 16 години. Когато става известен, майка му също променя фамилното си име – Сандра Бърл (Sandra Berle).
Милтън навлиза в шоу бизнеса едва на 5-годишна възраст, когато печели конкурс за таланти. На 12-годишна възраст вече е на сцената на Бродуей. Това дава начало на кариерата му в киното, радиото, телевизията и нощни клубове, която продължава 80 години.
Има три брака и три деца.